# Енчу (Бистрица-Насауд)
Енчу (рум. Enciu) насеље је у Румунији у округу Бистрица-Насауд у општини Матеј. Oпштина се налази на надморској висини од 310 m.

## Становништво
Према подацима из 2002. године у насељу је живело 253 становника, од којих су сви румунске националности.